# Урупский (Отрадненский район)
Урупский — посёлок в Отрадненском районе Краснодарского края. Входит в состав Благодарненского сельского поселения.

## История
Усадьба помещика из Таврической губернии Фёдора Фёдоровича Макеева была образована в 1864 году. Несмотря на название, расположен в нескольких километрах от реки Уруп.

## Население
| 2002 | 2010  |
| ---- | ----- |
| 1274 | ↘1262 |

### Известные лица
- Капустин, Борис Владиславович — лётчик

## Инфраструктура
В посёлке находится средняя школа № 10. Школа была образована в 1922 году, называлась школа 1-й ступени и состояла из 2-х начальных классов. Размещалась она в бывшем доме Макеева (ныне это здание сгорело).

### Улицы
| - пер. Пушкина, - ул. Комсомольская, - ул. Ленина, - ул. Лермонтова, - ул. Международная, - ул. Мира, - ул. Мичурина, - ул. Молодёжная, | - ул. Нагорная, - ул. Октябрьская, - ул. Первомайская, - ул. Пионерская, - ул. Пушкина, - ул. Раздольная, - ул. Садовая, - ул. Славы, | - ул. Солнечная, - ул. Спортивная, - ул. Степная, - ул. Урожайная, - ул. Центральная, - ул. Черемушки, - ул. Школьная. |